# Volane
Pour les articles homonymes, voir Volane (homonymie).
La Volane est une rivière ardéchoise dans la région Auvergne-Rhône-Alpes et un affluent gauche de l'Ardèche, donc un sous-affluent du Rhône.

## Géographie
La longueur de son cours d'eau est de 22,5 kilomètres. Elle prend source au pied du suc de l'Areilladou (1 448 mètres), sur la commune de Mézilhac, à 1 400 mètres d'altitude, presque à la pointe du téléski de l'Areilladou. Elle traverse, entre autres, les villes d'Antraigues-sur-Volane et de Vals-les-Bains. Elle conflue au nord de la commune de Labégude, à une altitude de 234 mètres, à la limite avec la commune de Vals-les-Bains, au lieu-dit le pont de Vals, à moins de 500 mètres du casino de cette localité.

### Communes et cantons traversés
La Volane traverse les huit communes suivantes, dans deux cantons, dans le sens amont vers aval, de Mézilhac (source), Laviolle, Antraigues-sur-Volane, Genestelle, Asperjoc, Saint-Andéol-de-Vals, Vals-les-Bains, Labégude (confluence).
Soit en termes de cantons, la Volane prend source dans l'ancien canton d'Antraigues-sur-Volane, aujourd'hui dans le nouveau canton d'Aubenas-1, et conflue sur l'ancien canton de Vals-les-Bains, aujourd'hui dans le même canton d'Aubenas-1, dans l'arrondissement de Largentière.

### Toponyme
La Volane a donné son hydronyme à la commune d'Antraigues-sur-Volane.

### Bassin versant
Le bassin versant de la Volane est sur huit communes représentants 7 241 habitants pour une superficie de 123 km2 soit une densité de 59 habitants/km2 et pour une altitude moyenne de 563 m.

## Affluents

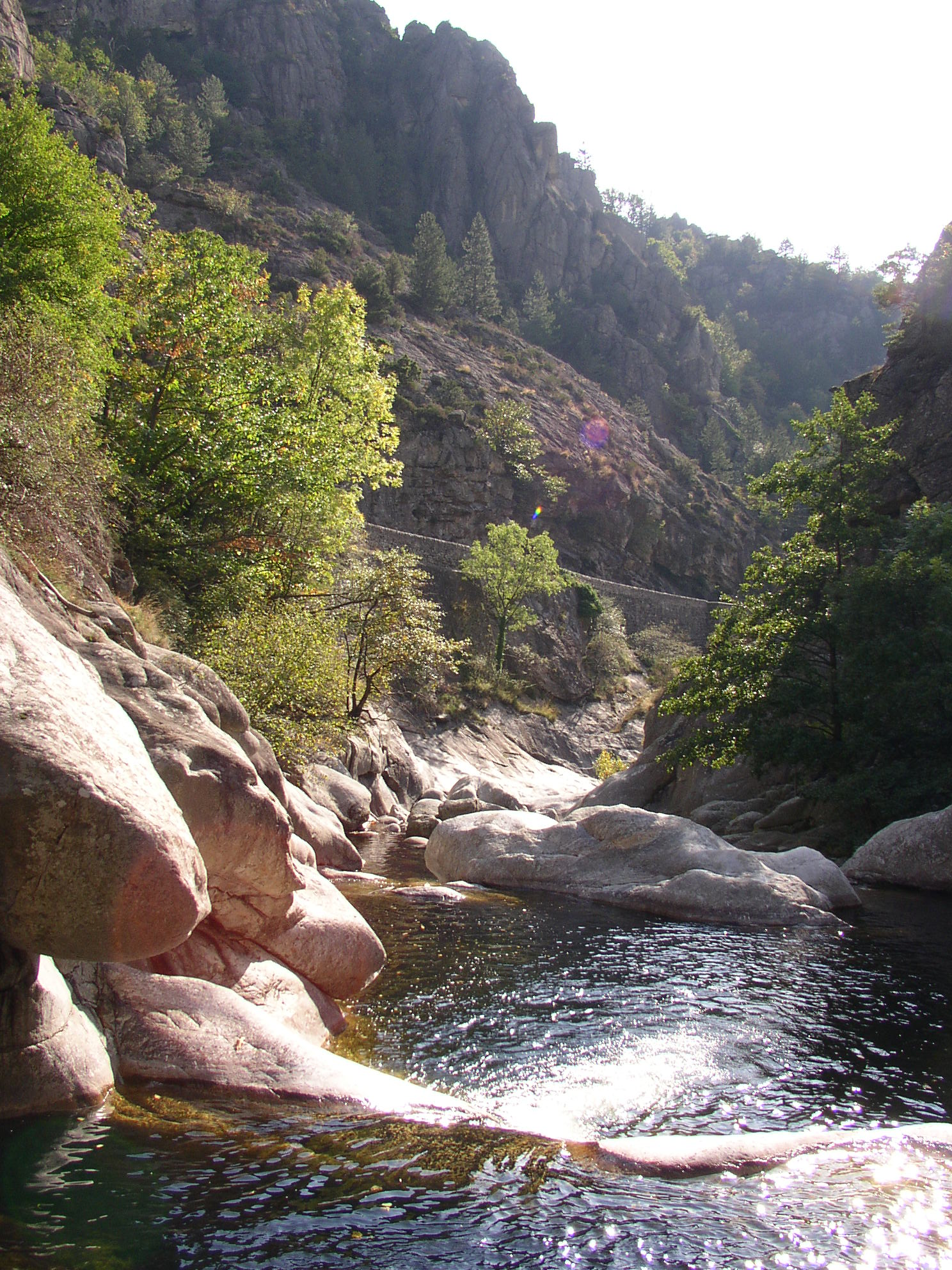
La Volane.

La Volane a vingt-et-un affluents (21) référencés :
- le ruisseau de Larbonnet (rg[note 1]), en provenance du col de Mézilhac 1,9 km sur la seule commune de Mézilhac.
- le ruisseau des Hubertes (rg) 1,2 km sur la seule commune de Mézilhac.
- le ruisseau du Crouzet (rd) 2,7 km sur les deux communes de Lachamp-Raphaël et Mézilhac.
- le ruisseau de Pradas (rg) 1,1 km sur la seule commune de Laviolle.
- le ruisseau de Rocheplate (rd) 1,4 km sur la seule commune de Laviolle.
- le ruisseau de Fournier (rg) 1,2 km sur la seule commune de Laviolle.
- le ruisseau de Varneyre (rd) 3,5 km sur les deux communes de Lachamp-Raphaël et Laviolle avec un affluent :
  - le ruisseau de Samarès (rd) 1,5 km sur la seule commune de Laviolle.
- le ruisseau de la Sapède (rd) 2,1 km sur la seule commune de Laviolle.
- le ruisseau de Fontfreyde (rd) 1,3 km sur la seule commune de Laviolle.
- le ruisseau de Rouyon (rd) 1,9 km sur les deux communes de Aizac et Antraigues-sur-Volane.
- le ruisseau du Bouchet (rd) 1,9 km sur les deux communes de Aizac et Antraigues-sur-Volane.
- le ruisseau des Fuels (rd) 2,1 km sur les deux communes de Aizac et Antraigues-sur-Volane.
- le ruisseau de Bise (rg) 8,8 km, sur les trois communes d'Antraigues-sur-Volane[3], Genestelle, Saint-Joseph-des-Bancs de rang de Strahler trois et avec quatre affluents :
  - le ruisseau des Espigeyres (rd) 1,9 km, sur la seule commune de Genestelle.
  - le ruisseau de Vallos (rg) 1 km, sur la seule commune de Genestelle.
  - le ruisseau de Ribeyras (rg) 1,7 km, sur les deux commune d'Antraigues-sur-Volane et de Genestelle avec un affluent :
    - le ruisseau de Roussas (rd) 1,2 km sur les deux commune d'Antraigues-sur-Volane et de Genestelle.

  - le ruisseau du Mas (rd) 7,4 km, sur la seule commune d'Antraigues-sur-Volane[3] avec un affluent :
    - le ruisseau des Lavanches (rg) 2,6 km sur les deux communes d'Antraigues-sur-Volane et de Genestelle.
- le ruisseau de Coupe (rd) 2 km sur les trois communes d'Antraigues-sur-Volane, d'Asperjoc et de Genestelle.
- le ruisseau de Pra Michel (rg) 1,1 km sur la seule commune de Genestelle.
- le ruisseau de la Borie (rg) 1,4 km sur les trois communes d'Asperjoc, de Genestelle et Saint-Andéol-de-Vals.
- le ruisseau de la Combe (rd) 1,2 km sur la seule commune d'Asperjoc.
- le ruisseau de la Chadeyre (rg) 1,1 km sur la seule commune Saint-Andéol-de-Vals.
- la rivière la Bézorgues (rd) 18,8 km, sur cinq communes et avec treize affluents[4].
- le ruisseau de Rouchon (rg) 1,4 km sur la seule commune de Vals-les-Bains.
- le ruisseau le Voltour (rd) 6,5 km sur la seule commune de Vals-les-Bains avec un affluent :
  - le ruisseau de la Ferradouire (rd) 1,6 km sur la seule commune de Vals-les-Bains.

### Rang de Strahler
Donc son rang de Strahler est de quatre par la Bise.

## Hydrologie

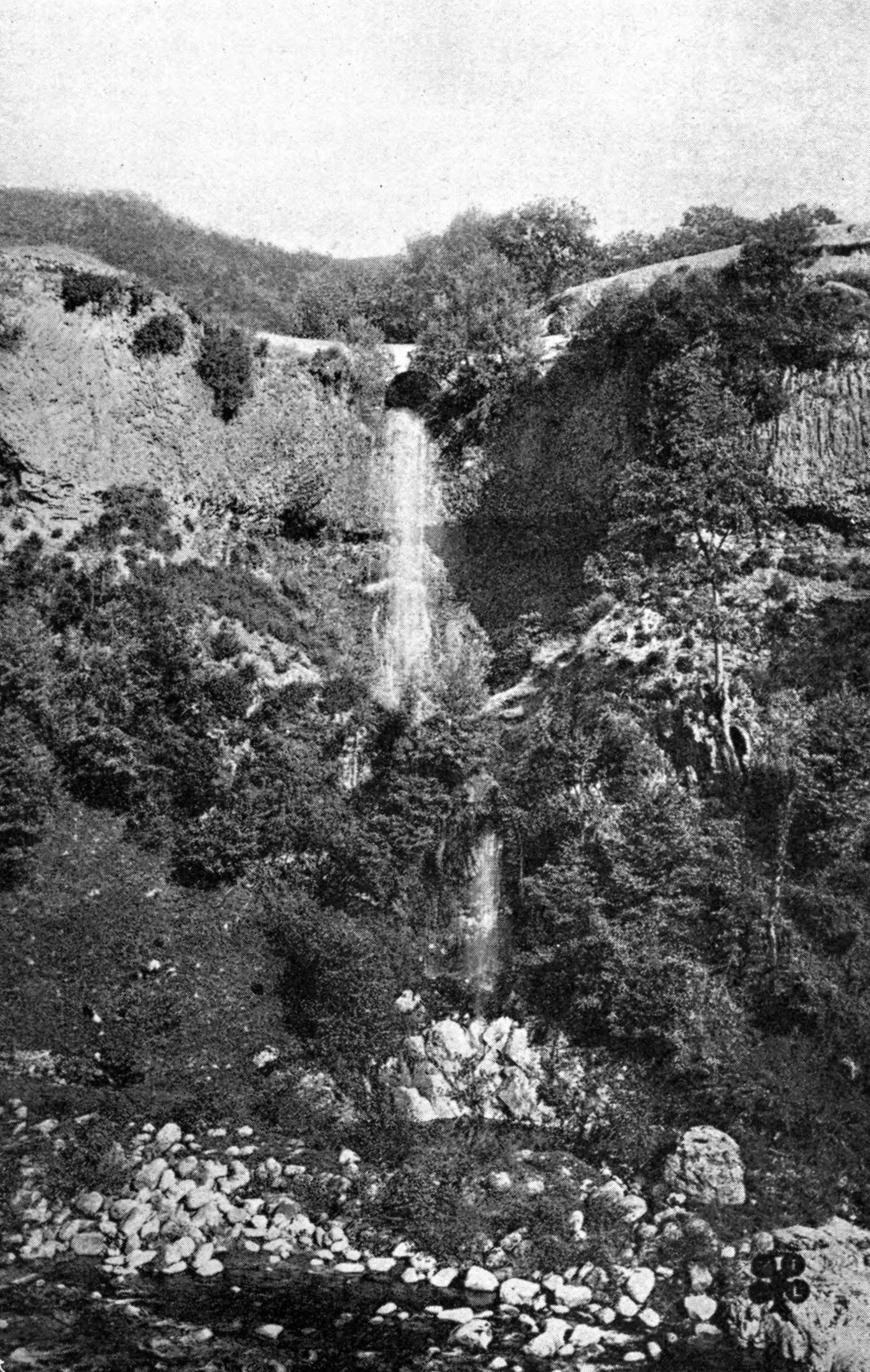
La Volane dans A book of the Cévennes de Sabine Baring-Gould.

Voir en temps réel l'évolution hydrologique de la Volane à Vals-les-Bains : Situation hydrologique de la station Vals Les Bains

## Aménagements et écologie
La Volane est un cours d'eau de première catégorie piscicole, donc, en particulier, une rivière à truite.

## Culture
La Volane est photographiée dans le livre "A book of the Cévennes" de Sabine Baring-Gould.